# Manuel Muñoz Arestoy
Manuel Muñoz Arestoy (Huelva, 4 de marzo de 1980) es un deportista español que compitió en piragüismo en la modalidad de aguas tranquilas. Ganó tres medallas en el Campeonato Mundial de Piragüismo, en los años 2002 y 2003, y dos medallas en el Campeonato Europeo de Piragüismo, en los años 2002 y 2004.

## Palmarés internacional
| Campeonato Mundial | Campeonato Mundial           | Campeonato Mundial | Campeonato Mundial |
| Año                | Lugar                        | Medalla            | Competición        |
| ------------------ | ---------------------------- | ------------------ | ------------------ |
| 2002               | Sevilla (España)             | Medalla de oro     | K4 200 m           |
| 2002               | Sevilla (España)             | Medalla de bronce  | K4 500 m           |
| 2003               | Gainesville (Estados Unidos) | Medalla de bronce  | K4 200 m           |
| Campeonato Europeo |                              |                    |                    |
| Año                | Lugar                        | Medalla            | Competición        |
| 2002               | Szeged (Hungría)             | Medalla de plata   | K4 200 m           |
| 2004               | Poznań (Polonia)             | Medalla de plata   | K4 200 m           |